# Luv'
Luv'  is een voormalige Nederlandse popgroep uit de jaren zeventig en tachtig met invloeden uit het disco-genre. De bekendste samenstelling van de damesgroep is Marga Scheide, José Hoebee en Patty Brard. Brard werd in 1980 na vier jaar vervangen door Ria Thielsch. Andere voormalige leden van de groep zijn Diana van Berlo, Michelle Gold en Carina Lemoine. Luv' was in 2019 actief met Marga Scheide, José Hoebee en Chimène van Oosterhout maar werd in februari 2020 ontbonden door ziekte van José.

## Biografie

### Hoogtijdagen
De band wordt in 1976 opgericht door de producer Hans van Hemert. Samen met componist Piet Souer en manager Han Meijer schrijft hij het nummer My man dat hij in 1977 laat inzingen door drie op uitstraling bij elkaar gezochte dames, de roodharige José Hoebee, de blondine Marga Scheide en de donkerharige Patty Brard. Het liedje is serieus van toon, en gaat over een spoorwegmedewerker die wordt doodgeschoten. De single wordt uitgebracht in mei 1977. Het nummer haalt de hogere regionen van zowel de Belgische als de Nederlandse hitparade. In november 1977 verschijnt de tweede single Dream Dream, maar deze single komt niet verder dan de tipparade. Eind 1977 werken ze mee aan het Nederlandstalige album 3 × 3 = Disco - A Children's Opera, samen met een aantal andere artiesten van het Philips label. Ze zingen drie nummers, We gaan nog niet naar huis, Klein klein kleutertje en Hop Marjanneke.
Het jaar daarop gooit Luv' het over een andere boeg. In 1978 moet Hans van Hemert zorgen voor de titelsong van de komische VPRO-serie Het is weer zo laat!, ook wel bekend als Waldolala, met Dolf Brouwers als de louche nachtclubdirecteur Waldo van Dungen. De dames van Luv' worden ingezet en zingen het vrolijke U.O. me (you owe me) met als subtitel You're very welcome in Waldolala. Deze titelsong slaat onmiddellijk aan in de hele Benelux en de weg is geopend voor verdere hits. Intussen wordt na een rechtszaak manager Han Meijer aan de kant gezet en de groep krijgt een nieuw management.
In de zomer van 1978 hebben de dames hun eerste nummer 1-hit met You're the greatest lover, gevolgd door een tweede: Trojan horse. In 1979 ontvangen zij de Conamus Exportprijs. Hierna volgen nog een aantal grote hits tot begin jaren tachtig.
Ook in het buitenland, Zwitserland, Engeland, Duitsland en Frankrijk, blijkt hun muziek aan te slaan. Jonathan King neemt een coverversie op van You're the greatest lover. Wanneer ze enkele nummers van hun derde album ook in het Spaans inzingen, weten ze hits te behalen in Spaanstalige landen. In Nederland worden in navolging meidengroepen als de Dolly Dots, Doris D & The Pins,  Barbarella en Babe opgericht. Geen van de andere meidengroepen weet Luv' te evenaren qua plaatverkoop.
Patty Brard verlaat Luv' in 1980. Haar plaats wordt ingenomen door Ria Thielsch. De eerste single in de nieuwe samenstelling, My Number One, haalt de top vijf. Ook produceert de nieuwe bezetting een vierde album, Forever Yours, wat uiteindelijk hun voorlopig laatste blijkt te zijn. Over de plaat wordt door sommigen wel beweerd dat niet Ria, maar Patty nog te horen is op het album. Ria staat echter op de hoes. De groep wordt in het voorjaar van 1981 definitief ontbonden. Tijdens de Hitkrant Zomerspelen in datzelfde jaar zijn Marga, José en Ria van de partij. De reacties zijn zo enthousiast dat wordt besloten om nog een single uit te brengen. Dat wordt Tingalingaling, van hun laatste album. In het programma Nederland Muziekland neemt de groep afscheid van het publiek.

### Reünies
In 1988 komt Luv' in de originele bezetting nog eenmaal terug op televisie voor een optreden in een actieprogramma van Mies Bouwman. Ze brengen You're the greatest lover ten gehore. De reacties zijn overweldigend en een comeback wordt serieus overwogen. José en Patty zien er allebei van af, maar Marga zet het plan door. Samen met twee andere zangeressen, Diana van Berlo en Michelle Gold, blaast zij Luv' nieuw leven in. De eerste single in de gloednieuwe samenstelling Welcome to my party wordt een bescheiden hit. Het drietal is een veelgevraagde act in het clubcircuit. In 1990 verlaat de Britse Michelle Gold het damestrio. Haar plaats wordt ingenomen door Carina Lemoine. Het nieuwe Luv' blijft tot 1992 muziek maken.
Vlak nadat het doek is gevallen voor Marga's Luv', worden het originele trio en de bedenker Hans van Hemert gevraagd voor een tv-interview in het VARA-programma De Verleiding. Josés echtgenoot bedenkt hierdoor het idee voor een Luv'-revival, maar deze keer in de originele bezetting. In die periode beleven ook andere succesvolle groepen uit de seventies revivals, waaronder ABBA en Boney M. Het idee voor een verzamel-cd met de grootste hits van Luv' is dan ook snel gemaakt. Deze krijgt de noemer Luv' Gold. Ter promotie van deze cd wordt het idee geboren voor een megamix, een mix van de bekendste Luv'-hits in een nieuw jasje. Patty, Marga en José doen een optreden in de Staatsloterijshow en geven een groots opgezet revival-optreden in de Amsterdamse iT. Ook een aantal andere Europese landen wordt bezocht voor promotionele optredens. In 1994 nemen de dames een cd op met nieuwe nummers, die alleen bij een drogisterijketen te koop is. De originele bezetting van Luv' blijft actief tot 1996.
In 2005 komt de groep in de originele bezetting nog een keer bij elkaar voor een optreden tijdens het 40-jarig jubileum van Hans van Hemert. Ondanks alle beledigingen die de zangeressen elkaar in het verleden via de media hadden toegeworpen, werkte het drietal in volle glorie aan een comeback. In mei 2006 was Luv' een van de 'supersurprise-acts' bij drie optredens van de Toppers Gerard Joling, René Froger en Gordon in de Amsterdam ArenA. Dit werd allemaal gevolgd met een camera en later uitgezonden bij het RTL 5-programma Back in Luv'.
In 2012 besloten Marga, José en Patty voorgoed een punt achter Luv' te zetten. Marga woont veel in haar tweede huis op Ibiza en Patty was te druk met de Diva's en kon dit niet meer combineren. Het laatste optreden van Luv' was tijdens Dutch Valley in 2012.
In oktober 2015 werd bekend dat José en Marga de groep wederom nieuw leven inblazen, dit keer zonder Patty, maar met Ria Thielsch. Initiatiefnemer is Wild Heart Management in de Duitse stad Hamburg. Begin 2019 werd Thielsch vervangen door Chimène van Oosterhout. Thielsch verliet de groep nadat ze andere ideeën had en zich wilde focussen op anderen dingen. In goed overleg heeft ze besloten de groep te verlaten. In de samenstelling met Van Oosterhout werd gewerkt aan nieuw materiaal. Eind juni 2019 verscheen het nummer With him tonight. In september 2019 trad de groep voor het laatst op. Door ziekte van José Hoebee werd Luv' op 7 februari 2020 ontbonden.

### The Story of Luv'
Op 1 mei 2015 verscheen de biografie The Story of Luv. Het boek bevat verhalen, anekdotes en veel exclusieve foto's van het trio die nooit eerder zijn gepubliceerd. José Hoebee en Marga Scheide hebben hun medewerking verleend aan deze biografie. Patty Brard maakte bezwaar tegen de publicatie en een fotograaf gaf geen toestemming voor het gebruik van een aantal foto's in het boek, waarna het boek uit de handel genomen werd.

## Discografie

### Albums
| Album met eventuele hitnotering(en) in de Nederlandse Album Top 100 | Datum van verschijnen | Datum van binnenkomst | Hoogste positie | Aantal weken | Opmerkingen                                                                |
| ------------------------------------------------------------------- | --------------------- | --------------------- | --------------- | ------------ | -------------------------------------------------------------------------- |
| With Luv'                                                           | 1978                  | 2 september 1978      | 6               | 25           |                                                                            |
| Greatest hits                                                       | 1979                  | -                     |                 |              |                                                                            |
| Lots of Luv'                                                        | 1979                  | 26 mei 1979           | 7               | 22           |                                                                            |
| True Luv'                                                           | 1979                  | 15 december 1979      | 13              | 8            |                                                                            |
| Forever yours                                                       | 1980                  | 13 december 1980      | 13              | 6            |                                                                            |
| Babe & Luv', Greatest hits                                          | 1981                  | -                     |                 |              | Verzamelalbum                                                              |
| Goodbye                                                             | 1981                  | -                     |                 |              |                                                                            |
| For you                                                             | 1989                  | -                     |                 |              |                                                                            |
| Sincerely Yours                                                     | 1991                  | -                     |                 |              |                                                                            |
| Gold                                                                | 1993                  | 15 mei 1993           | 14              | 18           | Verzamelalbum                                                              |
| All You Need Is Luv                                                 | 1994                  |                       |                 |              | Alleen verkocht via Kruidvat                                               |
| 25 jaar na Waldolala                                                | 2003                  | -                     |                 |              | Verzamelalbum                                                              |
| Completely in Luv'                                                  | 2006                  | 13 mei 2006           | 95              | 1            | Verzamelalbum / box met 4 cd's inclusief de 4 originele lp's + bonustracks |

### Singles
| Single met eventuele hitnotering(en) in de Nederlandse Top 40 | Datum van verschijnen | Datum van binnenkomst | Hoogste positie | Aantal weken | Opmerkingen                                   |
| ------------------------------------------------------------- | --------------------- | --------------------- | --------------- | ------------ | --------------------------------------------- |
| My man                                                        | 1977                  | 11 juni 1977          | 12              | 6            | Nr. 12 in de Nationale Hitparade              |
| Dream dream                                                   | 1977                  | 17 december 1977      | tip16           | -            |                                               |
| U.O. me (You owe me)                                          | 1978                  | 11 maart 1978         | 3               | 13           | Nr. 3 in de Nationale Hitparade               |
| You're the greatest lover                                     | 1978                  | 29 juli 1978          | 1(4wk)          | 15           | Nr. 1 in de Nationale Hitparade               |
| Trojan horse                                                  | 1978                  | 18 november 1978      | 1(1wk)          | 11           | Nr. 1 in de Nationale Hitparade               |
| Casanova                                                      | 1979                  | 28 april 1979         | 6               | 9            | Alarmschijf / Nr. 2 in de Nationale Hitparade |
| Eeny meeny miny moe                                           | 1979                  | 25 augustus 1979      | 11              | 7            | Nr. 6 in de Nationale Hitparade               |
| Who do you wanna be                                           | 1979                  | -                     |                 |              |                                               |
| (Ooh) Yes I do                                                | 1979                  | 10 november 1979      | 5               | 10           | Nr. 4 in de Nationale Hitparade               |
| Ann Maria                                                     | 1980                  | 23 februari 1980      | 11              | 8            | Nr. 4 in de Nationale Hitparade               |
| One more little kissie                                        | 1980                  | 7 juni 1980           | 9               | 7            | Alarmschijf / Nr. 4 in de Nationale Hitparade |
| My number one                                                 | 1980                  | 15 november 1980      | 5               | 9            | Alarmschijf / Nr. 4 in de Nationale Hitparade |
| Tingalingaling                                                | 1981                  | 8 augustus 1981       | 29              | 3            | Nr. 15 in de Nationale Hitparade              |
| Hitpack                                                       | 1989                  | -                     |                 |              |                                               |
| Welcome to my party                                           | 1989                  | 21 oktober 1989       | 22              | 5            | Nr. 19 in de Nationale Hitparade              |
| I don't wanna be lonely                                       | 1989                  | -                     |                 |              |                                               |
| Hasta manana                                                  | 1990                  | -                     |                 |              |                                               |
| Hitmedley                                                     | 1990                  | -                     |                 |              |                                               |
| He's my guy                                                   | 1991                  | 28 september 1991     | tip21           | -            | Nr. 75 in de Nationale Hitparade              |
| Jungle jive                                                   | 1991                  | -                     |                 |              |                                               |
| The last song                                                 | 1991                  | -                     |                 |              |                                               |
| This old heart of mine                                        | 1992                  | -                     |                 |              |                                               |
| Megamix '93                                                   | 1993                  | 15 mei 1993           | 23              | 5            | Nr. 17 in de Mega Top 50                      |

### NPO Radio 2 Top 2000
| Nummer met noteringen in de NPO Radio 2 Top 2000 | '01  | '02 | '03  | '04-'05 | '06  |
| ------------------------------------------------ | ---- | --- | ---- | ------- | ---- |
| You're the Greatest Lover                        | 1191 | -   | 1843 | -       | 1978 |

1. ↑  Een '-' betekent dat het nummer niet was genoteerd en een vetgedrukt getal geeft de hoogste notering aan.
2. ↑  2001 was het eerste jaar met een notering voor dit nummer.
3. ↑  Deze tabel is bijgewerkt tot en met de laatste editie (2024).

## Tijdlijn
- Marga Scheide (1976-1981, 1988-1996, 2005-2012, 2015-2020)
- José Hoebee (1976-1981, 1988, 1993-1996, 2005-2012, 2015-2020)
- Ria Thielsch (1980-1981, 2015-2019)
- Chimène van Oosterhout (2019-2020)
- Patty Brard (1976-1980, 1988-1989, 1993-1996, 2005-2012)
- Diana van Berlo (1989-1993)
- Michelle Gold (1989-1990)
- Carina Lemoine (1990-1993)